# Estadio Honneur (Mequinez)
El Stade d'Honneur (en árabe: تيران شرفي د مكناس; en español: Estadio de Honor) es un estadio de fútbol situado en la ciudad Mequinez, Marruecos. Acoge los partidos de local del COD Meknès . El estadio tiene capacidad para 25.000 personas.